# Julie Nykiel
Julie Dawn Nykiel (Glenelg, 13 dicembre 1958) è un'ex cestista australiana.

## Carriera
Con l'Australia ha disputato due edizioni dei Giochi olimpici (Los Angeles 1984, Seul 1988) e tre dei Campionati mondiali (1979, 1983, 1986).